# 모리셔스 루피

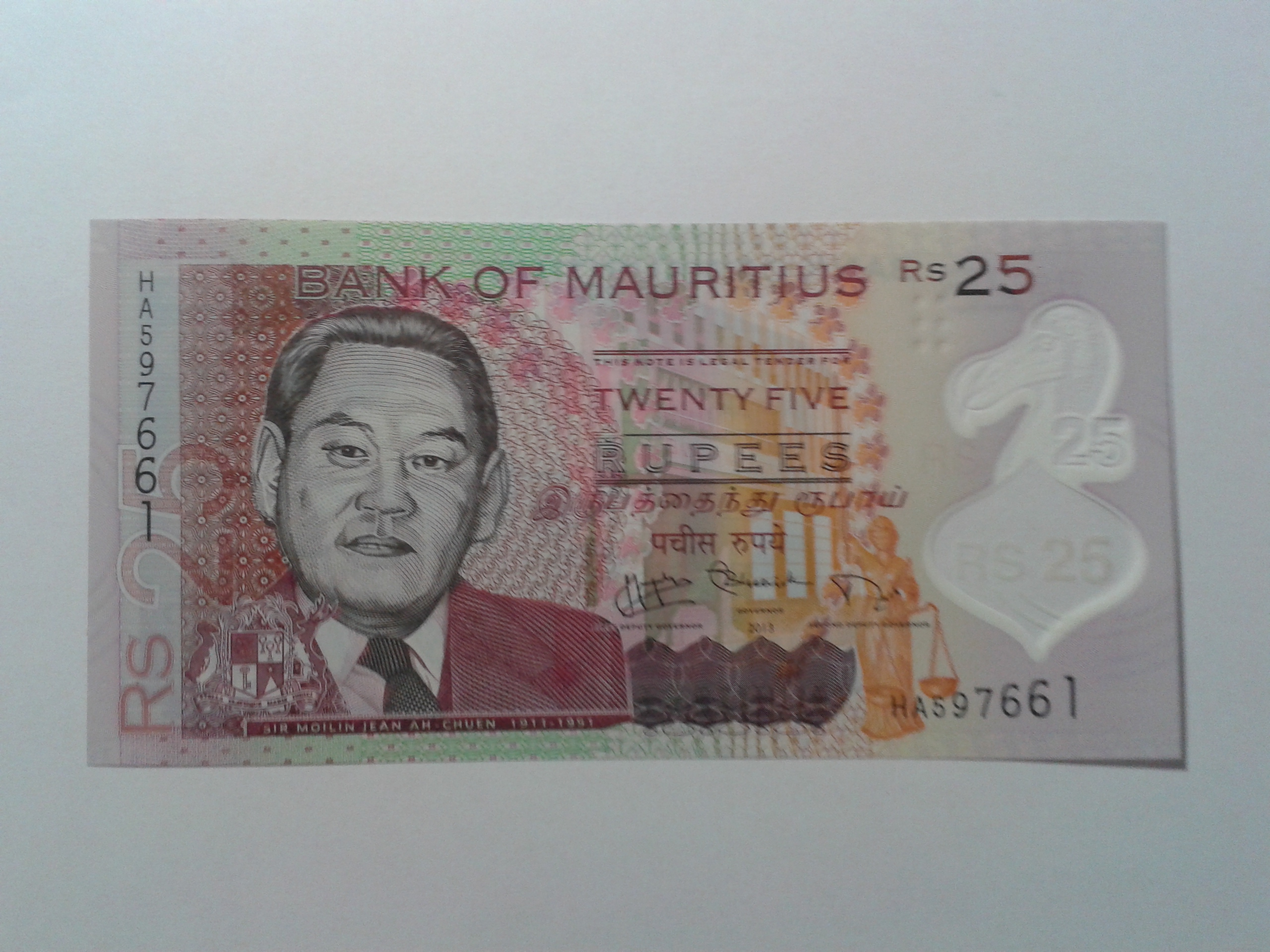

모리셔스 루피 (ISO 4217 코드: MUR)는 모리셔스의 통화이고 1 루피는 100 센트로 나뉜다.

## 역사
루피는 모리셔스의 현지 통화로써 1876년 법으로 제정되었다. 모리셔스 루피는 모리셔스로 이민을 온 인도인들이 인도 루피를 대량으로 가지고 들어왔기 때문에 (현지 통화로) 선택되었다. 모리셔스 루피는 1877년 인도 루피, 영국 파운드, 모리셔스 달러 대신 도입되었는데, 모리셔스 루피는 1 인도 루피와 같았고 모리셔스 달러 가치의 절반이었다. 당시 1 파운드는 10¼ 루피와 같았다.
1914년 세이셸 루피가 모리셔스 루피를 같은 비율로 대체하기 전까지 모리셔스 루피는 세이셸에서도 유통되었다.
1934년, 인도 루피에 기반했던 페그제는 영국 파운드 기준으로 바뀌었으며, 환율은 1 루피당 1 실링 6펜스 (인도 루피도 이 기준으로 환율이 고정됨)였다. 이 환율 (1 파운드 = 13⅓ 루피)은 1979년까지 지속되었다.

## 동전
1877년, 동전은 1, 2, 5, 10, 20센트가 도입되었는데 1, 2, 5센트 동전은 구리로 만들어졌고 10, 20센트 동전은 은으로 만들어졌다. 동전의 생산은 1899년에 중지되었는데, 1911년까지 재생산되지 않았고, 은동전은 1934년에 ¼, ½, 1 루피 동전이 만들어질 때까지 다시 만들어지지 않았다. 1947년에 백동으로 된 10 센트 동전이 도입되었고, 1950년에는 백동이 은을 대신하였다.
1987년에 새로운 동전이 도입되었다. 그 때까진 군주의 초상화가 동전 도안에 나온 적이 없었는데, (모리셔스는 1992년까지 공화국이 아니었다) 최초로 시우사구르 람굴람 경의 초상화가 동전에 새겨졌다. 람굴람은 1961년부터 1982년까지 모리셔스의 총리를 지냈던 인물이다. 이 주조동전은 강철에 구리도금한 1, 5 센트 동전(5센트 동전은 실질상 크기가 줄어들었다)과 강철에 니켈 도금한 20 센트, ½ 루피 동전, 그리고 백동으로 된 1, 5 루피 동전으로 만들어졌다. 백동 10 루피 동전은 1997년에 만들어졌다. 현재 모리셔스에서 유통되고 있는 동전은 1, 5, 10 루피이다.
2007년, 바이메탈 20 루피 동전이 모리셔스 은행의 40주년 기념일을 기념하기 위해 발행되었다.

## 지폐
최초의 지폐는 1876년에 정부가 5, 10, 50 루피의 액면금액으로 발행하였다. 1 루피 지폐는 1919년에 추가되었다. 1940년에 긴급 발행으로 25, 50 센트와 1 루피 지폐가 만들어졌다. 1954년에는 25 루피와 1,000 루피 지폐가 도입되었다.
1966년부터 모리셔스 은행은 지폐와 동전의 발행을 책임지게 되었다. 모리셔스 은행이 발행한 최초의 지폐는 1967년에 발행된 4가지 액면 금액의 지폐였는데, 5, 10, 25, 50 루피 지폐를 발행하였다. 이 지폐 세트는 4번 발행되었는데, 총독과 모리셔스 은행의 관리 담당자의 서명만으로 여러 가지 다양한 변화가 이 기간에 이루어졌다.
모리셔스 은행은 1985년에 5, 10, 20, 50, 100, 200, 500, 1000 루피 지폐의 완전한 구성으로 다섯 번째 발행을 실시하였다. 이 지폐에 대한 정밀 연구로 지폐 일부가 두 개의 지폐 인쇄 회사에서 만들어졌다는 것이 밝혀졌다. 또한 지폐는 다른 기간에 디자인되었는데, 동일하거나, 일관된 디자인 도안은 거의 없었다. 가지각색의 지폐 자동번호 시스템과, 서로 다른 형태의 보안 요소, 디자인의 다양성과 모리셔스 문장 크기의 차이, 자외선에 비춰 보았을 때 나타나는 숨은 그림의 차이, 다양한 형태의 조판과 액면금액간의 크기 증가에 있어서의 일치하지 않는 변화가 있었다. 이 발행은 1998년을 끝으로 중단되었다.
1998년에 모리셔스 은행은 25, 50, 100, 200, 500, 1,000, 2,000 루피의 일곱 종류 지폐로 구성된 여섯 번째 발행을 실시하였다. 이 지폐들은 표준 규격으로 만들어졌고, 1998년 11월에 동시에 인쇄되었다. 이번 발행의 모든 지폐는 잉글랜드에서 “Thomas de la Rue Limited”라는 회사에 의해 발행되었다. 이 지폐들은 1999년 6월의 논쟁으로 인해 발행을 정지시켰다.
모리셔스 은행은 1999년 6월 이후부터 현재까지 일곱 번째 지폐 발행을 실시하고 있다.

### 현재 유통중인 지폐

#### 앞면 디자인
각각의 지폐는 유명한 모리셔스인의 초상화가 왼쪽편에 새겨져 있다.
| 액면금액  | 초상화                  | 삽화                 |
| --------- | ----------------------- | -------------------- |
| 25 루피   | 모일린 진 아-츄엔 경    | 로드리게스 섬        |
| 50 루피   | 조셉 모리스 파두로      | 카우단 부두          |
| 100 루피  | 렌가나덴 시니바신       | 법원                 |
| 200 루피  | 압둘 라자크 모하메드 경 | 모리셔스 시장        |
| 500 루피  | 수크데오 비순도얄       | 모리셔스 대학교      |
| 1000 루피 | 찰스 가외탄 듀발 경     | 정부 청사            |
| 2000 루피 | 시우사구르 람굴람 경    | 황소와 사탕수수 수레 |

또한 모리셔스 은행 건물과 정의의 동상이 각각의 지폐에 새겨져 있다. 앞면 오른쪽 모서리 아래에 시각적으로 연하게 처리되어 있다. 이는 다양한 액면 금액의 지폐간에 크기외에도 다른 차이를 나타내고 있다.

#### 뒷면 디자인
각각의 지폐에는 여러 가지의 삽화가 있는데, 모리셔스의 다양한 모습을 묘사하고 있다. 힌디어와 타밀 문자를 삽화 아래에서 찾을 수 있다.

#### 위조지폐의 감별
1. 지폐 종이의 느낌
2. 빛에 비춰 보았을 때 선명하게 나타타는 도도 형태의 3차원 투명 무늬
3. 직사광선에 비추면 확실히 나타나는 투명한 조개 껍데기 형태
4. “Bank of Mauritius”라고 적혀있는 실 형태의 글귀. 빛에 비춰보았을 때 이는 지폐 전체를 두르고 있는 연속된 띠 형태로 보인다. 보기엔 평평하지만 종이의 표면에서 금속제의 부분을 볼 수 있다.
5. 음각 잉크로 새겨진 초상화
6. 보이지 않는 그림 : 사람의 시각 수준에서 보았을 때, “BM”의 그림이 보인다
7. “BM”이라고 적혀있는 매우 작은 글자 : 돋보기로 보았을 때 이 글자가 명확히 보인다.
8. 자외선에서 지폐의 액면 가치와 일치하는 형상을 식별할 수 있다.

100, 200, 500, 1000, 2000 루피 지폐
금색의 무지개빛 띠 : 빛에 비추었을 때, 이 띠가 시각화되었다가 보는 위치를 바꾸면 사라진다.
100, 200 루피 지폐
은색의 금속제 잉크 : 분명하지 않은 은색의 금속 띠가 정면의 위에서 아래, 지폐의 왼쪽까지 이어져 있다. 또한 금속제의 긴 조각은 액면 금액 숫자 바로 및에서도 발견할 수 있다.
500, 1000 루피 지폐
은박 : 금액의 숫자나 기하학적인 형상의 두개의 다른 그림이 다른 각도에서 보았을 때 찾을 수 있다.
2000 루피 지폐
홀로그램이 포함된 도도의 그림과 "2000"이라는 숫자

## 기념 동전
| 가치    | 성분과 마무리      | 무게    | 지름     | 발행 날짜   | 기념 주제                                   |
| ------- | ------------------ | ------- | -------- | ----------- | ------------------------------------------- |
| Rs 25   | 은화 (한정판 아님) | 38.61 g | 38.61 mm | 1978년 4월  | 모리셔스의 독립 10주년 기념                 |
| Rs 20   | 한정판 은화        | 28.28 g | 38.61 mm | 1998년 5월  | 엘리자베스 2세와 필립 공의 50주년 결혼 기념 |
| Rs 1000 | 한정판 금화        | 17 g    | 31.00 mm | 2000년 1월  | 모리셔스 산업자원부 설립 150주년 기념       |
| Rs 10   | 한정판 은화        | 28.28 g | 38.60 mm | 2000년 1월  | 모리셔스 산업자원부 설립 150주년 기념       |
| Rs 100  | 한정판 은화        | 36.76 g | 44 mm    | 2001년 11월 | 마하트마 간디의 모리셔스 도착 100주년 기념  |

## 같이 보기
- 모리셔스의 경제
- 세이셸 루피